# 액침 노광

액침 노광에서 빛은 렌즈와 물을 통과하여 웨이퍼 위의 포토레지스트로 도달한다.

액침 노광(液浸露光, 영어: Immersion Lithography)은 렌즈와 웨이퍼 표면 사이의 공간을 굴절률이 큰 액체의 매질로 대체하여 포토리쏘그래피의 분해능을 증가시키는 기술이다. 액체의 굴절률이 늘어남에 따라 각도 분해능도 늘어나게 된다. 최근의 액침 노광 장치들은 이 액체로 순도 높은 물을 사용하여 37 나노미터 이하의 폭에 도달했다. ASML Holding, Nikon, Canon만이 액침 노광을 사용하는 공장이다.

## 액침 노광의 이득
오늘날의 가장 큰 굴절률의 공기가 매질인 포토리쏘그래피 스캐너의 렌즈는 광선을 90도에 이르는 각(이 각의 사인값이 [개구수]를 나타낸다.)까지 구부린다. 굴절률을 직접적으로 높이는 것은 불가능해졌으나 부가적으로 렌즈와 웨이퍼 사이에 매질을 채움으로써 가능해졌다. 선예도는 굴절률이 커질 수록 작아진다. 예를 들면 193nm 파장의 자외선을 사용하여 물을 매질로 썼을 때 그 크기는 1.44이다.